# Bruno Giménez
Bruno Giménez, vollständiger Name Bruno Rodrigo Giménez Migliónico, (* 5. Oktober 1991 in Montevideo) ist ein uruguayischer Fußballspieler.

## Karriere
Der 1,77 Meter große Offensivakteur Giménez wechselte im Jahr 2011 von Nacional Montevideo zunächst auf Leihbasis zu El Tanque Sisley. Dort bestritt er in der Saison 2011/12 drei Partien (kein Tor) in der Primera División. 2012 schloss er sich noch während dieser Spielzeit dem Ligakonkurrenten Cerro Largo FC an, für den er bis Saisonende einmal (kein Tor) in der höchsten uruguayischen Spielklasse auf dem Platz stand. Im selben Jahr verließ er Montevideo und zog innerhalb der Primera División zu Juventud nach Las Piedras weiter. Bei dem Verein aus dem Departamento Canelones lief er in vier Erstligaspielen (kein Tor) der Spielzeit 2012/13 auf. 2013 wechselte er zum Erstligaaufsteiger Sud América. Drei Erstligaeinsätzen (kein Tor) in der Saison 2013/14 folgten in der Spielzeit 2014/15 acht weitere absolvierte Begegnungen (kein Tor) der Primera División. Anfang Oktober 2015 schloss er sich auf Leihbasis dem Zweitligaaufsteiger Club Oriental de Football an. In der Spielzeit 2015/16 bestritt er 15 Ligaspiele und schoss drei Tore. Anfang Juli 2016 kehrte er zu Sud América zurück. In der Saison 2016 kam er in fünf Erstligapartien (ein Tor) zum Einsatz.